# ۶۲۷ (پیش از میلاد)
۶۲۷ (پیش از میلاد) ۶۲۷مین سال قبل از تقویم میلادی است.